# Steve Coast
Steve Coast (Walderslade, 20 de diciembre de 1980) es un ingeniero informático británico fundador de OpenStreetMap (OSM), un proyecto colaborativo en materia cartográfica similar a la Wikipedia, y de la empresa CloudMade. Actualmente, es una figura importante dentro del mundo de la geografía y la cartografía.

## Carrera profesional
Coast creció en Walderslade y Londres (Reino Unido). Antes de comenzar sus estudios en la licenciatura en ciencias de la computación en la University College de Londres (UCL) realiza prácticas profesionales en la empresa Wolfram Research.
En 2006, junto con Nick Black, crea ZXV Ltd, una consultora de tecnología. Posteriormente en 2008 esta pasa a ser CloudMade, después de la entrada como inversores de Nikolaj Nyholm y Sunstone Capital. En 2010 deja la empresa, siendo en la actualidad accionista.
El 23 de noviembre de 2010 Coast anuncia que había aceptado un trabajo como arquitecto principal en Bing Mobile en Microsoft. El 3 de septiembre de 2013 anuncia en su blog que comienza a trabajar en la empresa Telenav, integrando OSM en el navegador Scout.
En marzo de 2014, Coast se convirtió en asesor de Auth0, un proveedor de identidad como servicio.
En noviembre de 2015, Coast publicó "The Book of OSM". El libro contiene 15 entrevistas realizadas por Coast con algunos miembros que participan del proyecto desde el principio.
En enero de 2016, dejó el trabajo a tiempo completo en TeleNav y comenzó su trabajo como asesor de la junta en Navmii. En marzo de ese mismo año comenzó a trabajar como Chief Evangelist para what3words, una empresa que comercializa un sistema de geocodificación conceptualmente similar al nuevo estándar DGGS. En mayo de 2016 se convirtió en asesor en MapJam. En la primavera de 2019 se incorporó a TomTom como vicepresidente del departamento de Mapas.

## Fundador de OpenStreetMap
En julio de 2004, crea OpenStreetMap cuando era aún estudiante. Su principal motivación fue la frustración producida por la
carencia de datos cartográficos libres.
Esta carencia estuvo motivada por la posición preponderante de las agencias gubernamentales inglesas (principalmente la Ordenance Survey), que restringían el acceso y libertad de uso de este tipo de información.
Entre los reconocimientos de Steve Coast se encuentra el de haber liderado el proyecto de OpenStreetMap hacia un movimiento mundial, cambiando la filosofía de los datos cartográficos y siendo uno de los máximos exponentes de la denominada Información Geográfica Voluntaria. En 2009 Coast fue nombrado por los lectores de Directions Magazine, una de las publicaciones más importantes en el sector de la geomática, como la segunda persona más influyente, tras Jack Dangermond fundador de ESRI, en la industria geoespacial de los últimos cinco años.
Actualmente, Steve Coast es presidente emérito de la OpenStreetMap Foundation.